# Араукария Бидвилла
Араукария Бидвилла, или Буния-буния (лат. Araucaria bidwillii) — вид вечнозелёных хвойных деревьев из рода Араукария семейства Араукариевые.
Является единственным выжившим представителем секции Буния рода Араукария. Эта секция была широко представлена в Мезозое, первые представители появились в Юрском периоде. Окаменелые остатки представителей этой секции найдены в Южной Америке и Европе.

## Биологическое описание

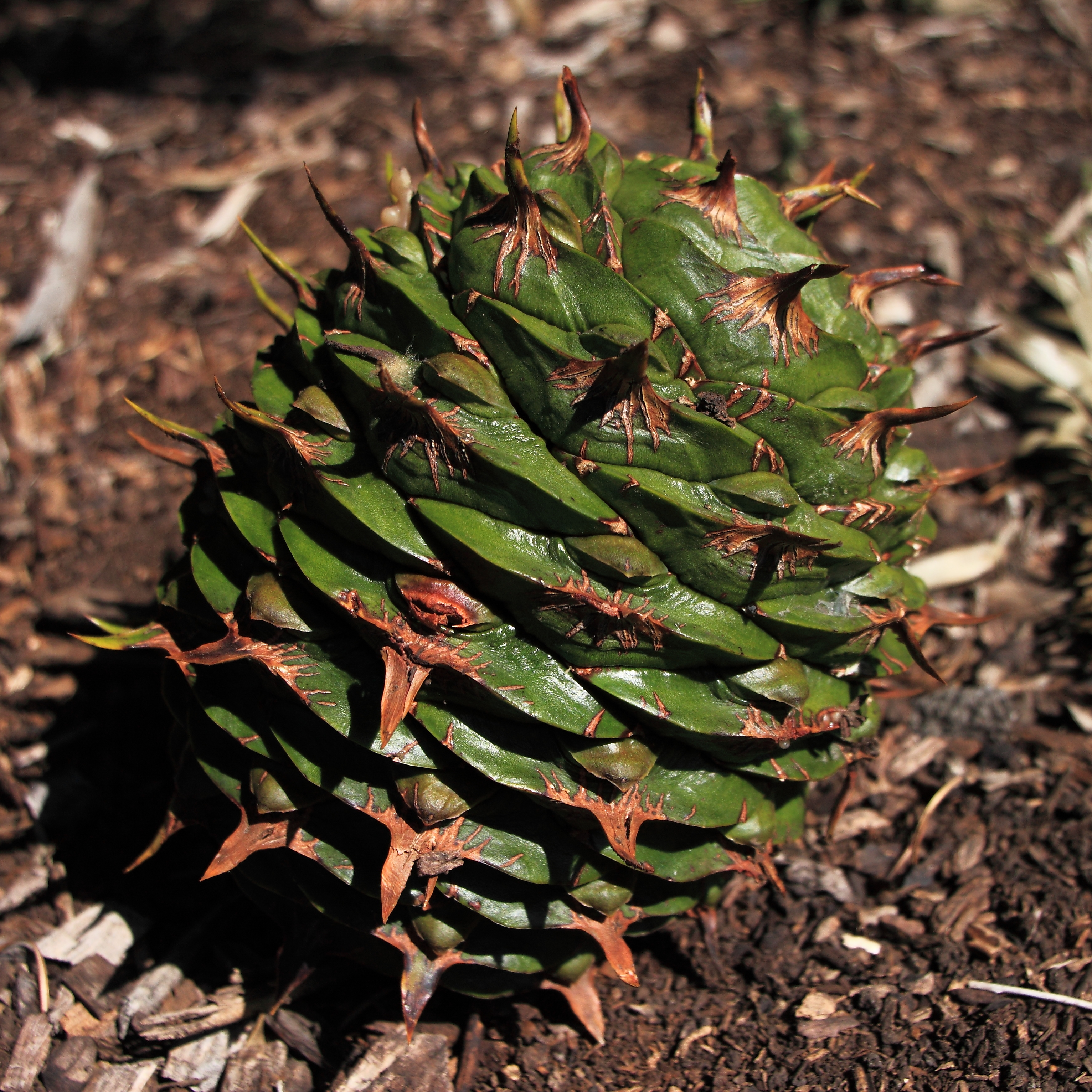
Шишка араукарии Бидвилла. Кроющие чешуи — крупные, с длинными коричневыми выростами, семенные чешуи — более мелкие.

Вечнозелёное древесное растение. Высота ствола достигает 50 метров, диаметром до 125 см. Женские экземпляры крупнее мужских. Молодые деревья с широкопирамидальной кроной, боковые ветви по 8—12 в мутовках, мало ветвящиеся, нередко на концах повислые. У взрослых деревьев ствол почти до половины высоты освобождён от ветвей.
Кора толстая, смолистая, тёмная.
Листья у араукарии овально-ланцетные, остроконечные и колючие, длиной 2,5-7,5 см, и шириной 1,2-1,5 см, кожистые, глянцевитые. В верхней части кроны расположены спирально, на боковых побегах двурядно расположены в одной плоскости. Почки на концах молодых побегов окружены значительно более мелкими листьями, которые впоследствии остаются на побегах; благодаря этому хорошо заметны границы одногодичных приростов побега. Верхняя поверхность листьев блестящая, со многими параллельными жилками, но без киля, устьичные линии имеются на всей нижней поверхности листа. К обоим концам годичного побега размер листьев уменьшается.
Араукария Бидвилла — растение двудомное. Шишки (мегастробилы) на женских деревьях располагаются на концах коротких боковых облиственных веток, вегетативные листья которых постепенно переходят в чешуи шишки. Зрелые шишки широкоэллиптические или шаровидно-яйцевидные, с толстой осью и очень крупные, в природных условиях размеры шишек достигают в диаметре 35 см и массы до 3 кг. На шишке в пазухе каждой кроющей чешуи расположена одна или до трёх семенных чешуй, несущих по одному семязачатку. Из семязачатка образуется семя, таким образом, на одной кроющей чешуе может образовываться до трёх семян. Микростробилы (у мужских деревьев) — цилиндрические, до 20 см длиной, в то время, как ширина — лишь до 1,5 см. Семена длиной 5,5 см при ширине 3 см.

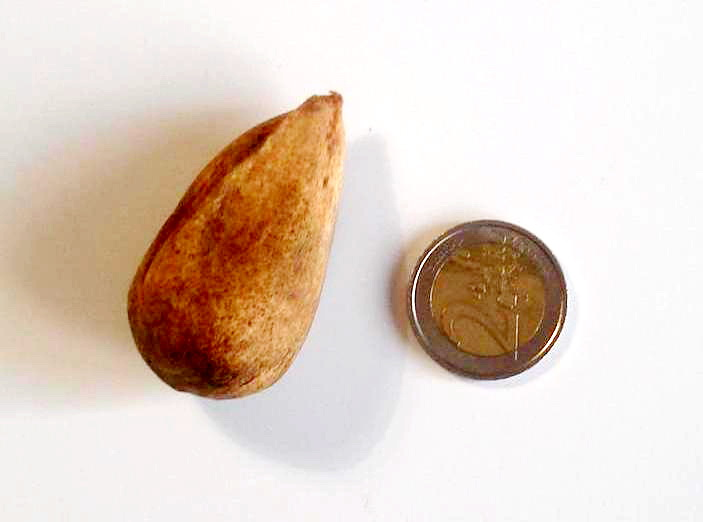
Семя араукарии Бидвилла.

## Распространение и экология
Растёт в Австралии, на востоке Квинсленда и в Новом Южном Уэльсе, во влажных субтропических лесах на тихоокеанском побережье.
Природная популяция этого вида сильно сократилась из-за человеческой деятельности и природных условий. В данных момент большинство экземпляров произрастает в национальных парках и заповедниках.
В 1843 году английский натуралист и путешественник Дж. Бидвилл, в честь которого и назван этот вид, передал несколько экземпляров араукарии в Королевский ботанический сад в Кью (Англия). С этого началась интродукция этого растения в Европу.

## Применение
Древесина использовалась для изготовления мебели и различных поделок.
Для австралийских аборигенов араукария Бидвилла была священным деревом, рощи этих деревьев зачастую находились под охраной какого-нибудь племени. Съедобные семена подобны кедровым орехам, и были важным источником пищи для местного населения. Их едят как сырыми, так и в приготовленном виде.